# Cimetière Beth Haim d'Ouderkerk-sur-l'Amstel
Le cimetière Beth Haim d'Ouderkerk-sur-l'Amstel (en néerlandais : Joodse begraafplaats Beth Haim van Ouderkerk aan de Amstel) est le plus ancien cimetière juif des Pays-Bas encore en usage. Il est fondé par la communauté juive séfarade d'Amsterdam au début du XVIIe siècle et situé à quelques kilomètres au sud de la ville, dans le village d'Ouderkerk-sur-l'Amstel (commune d'Ouder-Amstel). Les traditions spécifiques de cette communauté en grande partie formée de marranes se retrouvent dans le cimetière.  

## Histoire

### Fondation
La communauté  juive amstellodamoise issue des populations sépharades de la péninsule Ibérique et arrivée en Hollande au tournant du XVIIe siècle eut de grandes difficultés à obtenir un terrain des autorités  municipales de la ville afin de pouvoir enterrer ses membres selon la tradition juive. Des demandes avaient été effectuées successivement en 1606 et en 1608 sans succès, en l'attente de l'obtention de ce terrain les Juifs avaient été enterrés à partir de 1607 à Groet un village situé à plus de 56 km d'Amsterdam et qu'il fallait par mauvais temps deux jours pour atteindre en convoi ce qui entrait en contradiction avec la loi juive qui statue que l'on doit procéder aux enterrements dans les plus brefs délais après le décès.
Finalement en 1614 la communauté parvient à acheter le terrain où est situé l'actuel cimetière en se gardant de mentionner quelle serait sa fonction. Les habitants du village montrent de prime abord leur compassion lors du premier enterrement, celui d'un enfant mais, très vite protestent auprès du gouverneur de la province. Celui-ci rejette la plainte et donne en mai 1614 une autorisation officielle aux Juifs leur permettant d'y enterrer leurs défunts. En 1626, les dépouilles de 52 personnes enterrées à Groet furent transférées dans le nouveau cimetière à la suite de déprédations sur place.

### Caractéristiques

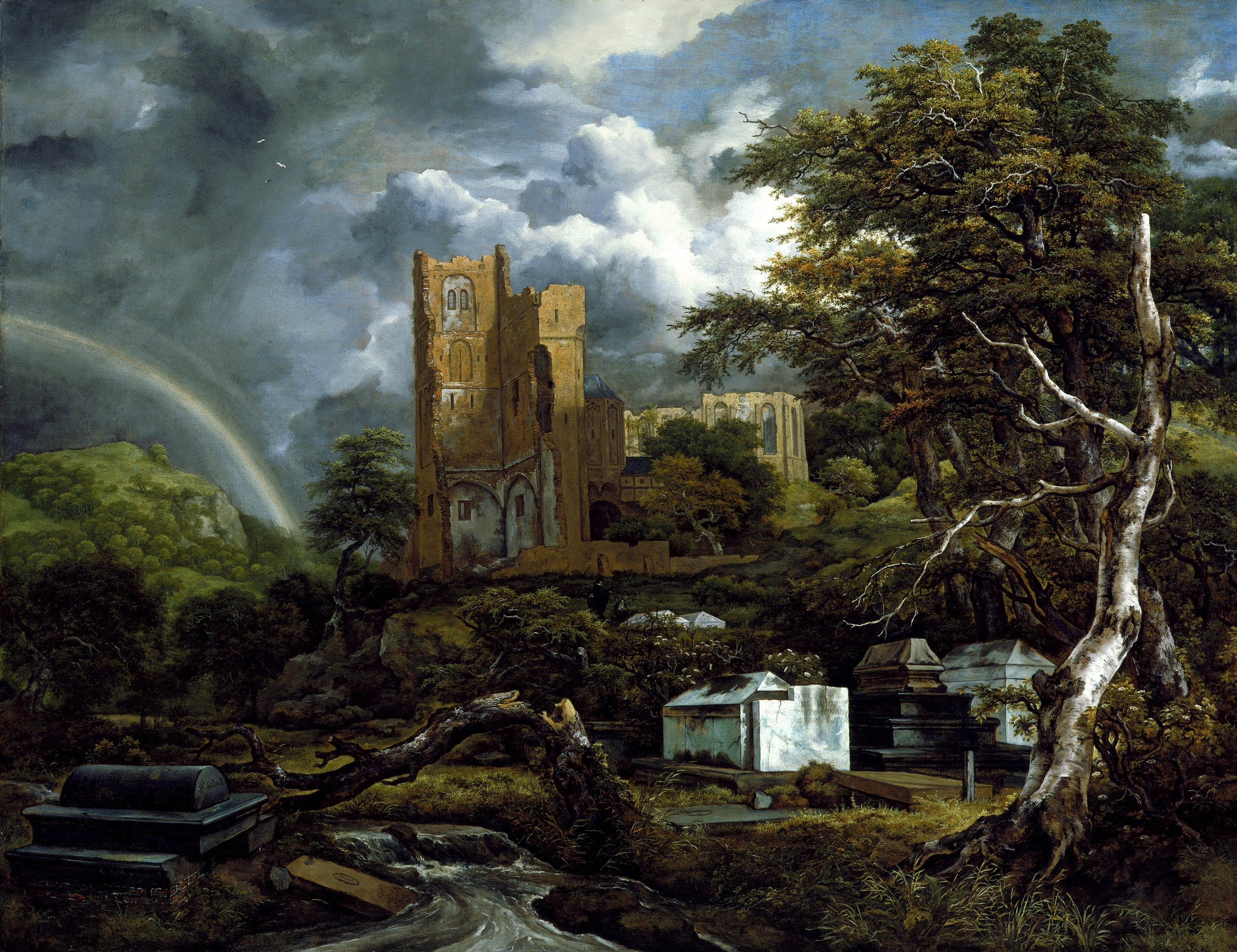
Le cimetière vu par le paysagiste hollandais Jacob van Ruisdael (1653-1655).

Le cimetière était destiné essentiellement à la communauté sépharade mais la petite communauté juive ashkénaze hollandaise l'utilisa aussi  jusqu'à ce qu'elle établisse son propre cimetière à Muiderberg en 1642.
Il existe alors aussi un autre groupe spécifique de personnes enterrées à Ouderkerk, les Juifs  et mulâtres noirs  issus des colonies néerlandaises d'Amérique, entre autres de la communauté juive du Suriname. Les registres signalent la présence d'au moins 40 de ces juifs et ce jusqu'en 1716, date à laquelle cette mention est supprimée. Leurs sépultures ne sont en général pas surmontées d'une pierre tombale et ils sont enterrés à partir de 1647 dans une section spécifique du cimetière à l'exception de ceux qui sont mariés avec des blancs et de ceux qui étaient nés d'un mariage juif. Autre spécificité, à côté de Beth Haïm s'étend un cimetière privé, celui de la famille Del Sotto, ceux-ci, à la suite d'une dispute avec le reste de la communauté décidèrent d'acheter leur propre terrain et d'y enterrer leurs défunts. En 1691 les deux parties s'entendirent pour fusionner la majeure partie de ce terrain avec le cimetière principal mais les De Sotto continuent à enterrer leurs défunts dans le quart restant.